# Kopalnia Węgla Kamiennego Ruda
Das am 1. Juli 2016 neu gegründete Steinkohlenbergwerk Ruda  (polnisch Kopalnia Węgla Kamiennego Ruda) ist der Verbund von drei bisher selbstständigen Bergwerken in Ruda Śląska, Polen.
Im Rahmen der Umstrukturierung im polnischen Steinkohlenbergbau hat sich die Polska Grupa Górnicza (PGG) entschlossen, die bisher selbstständigen Bergwerke Pokój, Bielszowice und Halemba in einer Betriebsgemeinschaft zusammenzufassen. Sie bilden jetzt „Betriebe“ (polnisch Ruch) innerhalb des neuen Unternehmens.
Wie im 2016 von der Polska Grupa Górnicza berichtet wird, erhofft man sich durch eine Förderungeinstellung auf Pokój zum 31. Dezember 2016 ab 2018 eine Einsparung von jährlich 35 Mio. PLN für das neue Verbundbergwerk. Die auf Pokój gewonnene Kohle soll dann vollständig auf Bielszowice zu Tage gehoben und aufbereitet werden.